# 에기트 퀴린 아잠

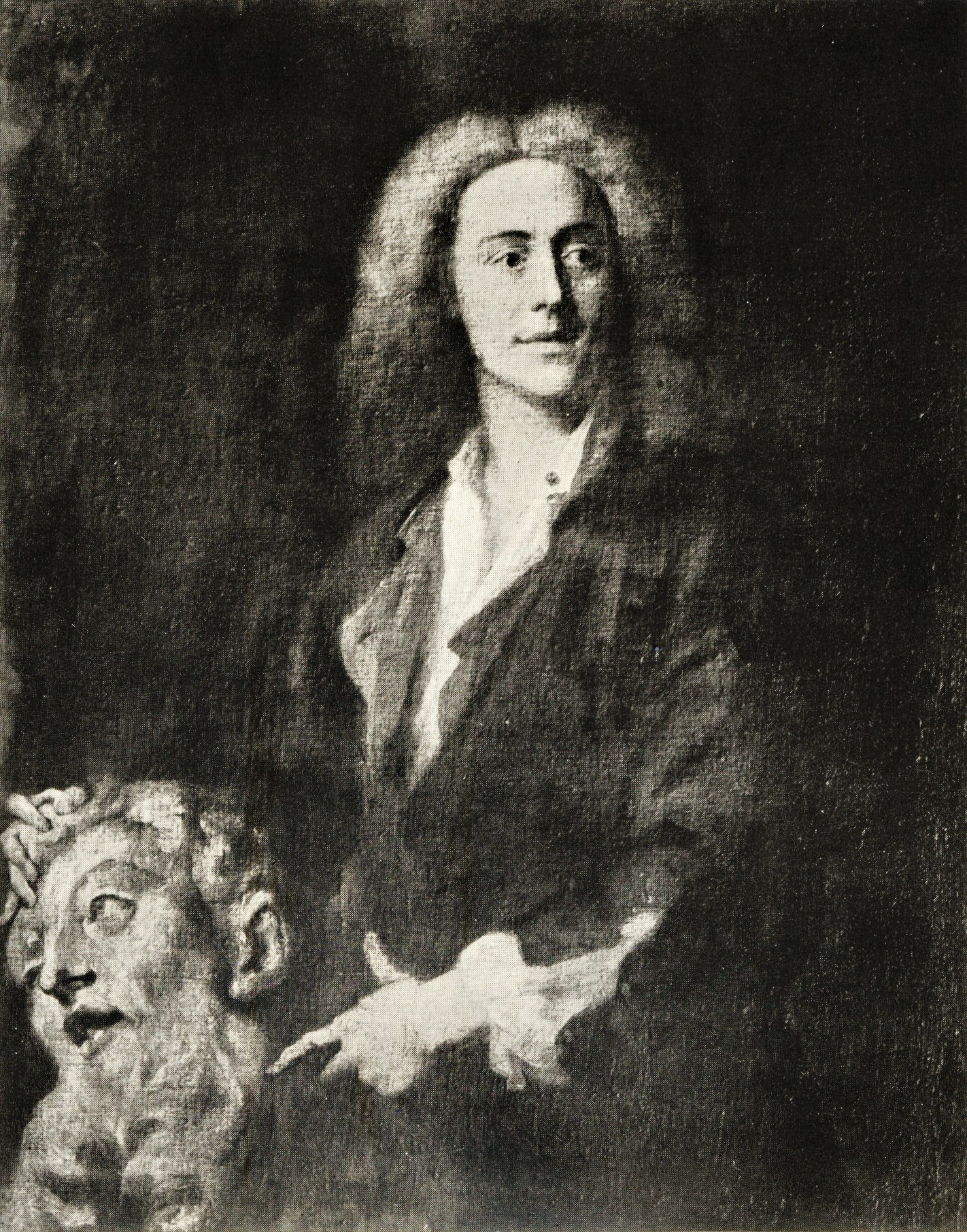

에기트 퀴린 아잠(Egid Quirin Asam, 1692년 9월 1일 ~ 1750년 4월 29일)은 바로크 후기에 활동한 독일의 조각가이다.
화가로서 활약하던 형 코스마스 다미안 아잠과 더불어 남(南)독일에서 제작활동을 계속하였던 에기트 퀴린 아잠은 뮌헨의 성(聖) 요한 네포므크 교회당과 로르의 수도원 부속 교회당의 제단조각(祭壇彫刻)으로 유명하다. 후자에서는 마리아가 방금 승천하려는 순간을 훌륭하게 포착하고 있다. 높은 천공(天空)으로 향하는 성모 마리아는 진정 공중에 매달린 것 같고, 그 무대와 같은 제단은 색채의 홍수와 황금색의 광휘(光輝)에 넘치는 내부공간의 중심이어서 감각적으로 현실화된 신의 세계를 표현하였다. 채색된 조상은 심한 몸짓에 의해 오히려 반조각적(反彫刻的)인 자세를 나타내면서, 그것으로써 한층 더 총합적 인상 속에 오묘하게 융합되어 있다.